# Сив синигер
Сивият синигер (Parus afer) е вид птица от семейство Синигерови (Paridae).

## Разпространение
Видът е разпространен в Лесото и Южна Африка.